# Sotto i raggi del sole
Sotto i raggi del sole è un singolo del rapper e cantante italiano Brusco, pubblicato nel 2002 dall'etichetta discografica Universal.
La canzone è una cover della nota canzone di Edoardo Vianello Abbronzatissima, scritta originariamente dallo stesso Vianello e da Carlo Rossi, ai quali fu accreditato anche questo singolo insieme agli altri autori, Henri Delorme, Bruno Guillon, Philippe Lelièvre, Arnaud Lemort, Emmanuel Payet e Miraldi. È considerata anche una rivisitazione in chiave hip hop del noto brano del 1963.

## Descrizione
Il brano fu uno dei tormentoni dell'estate, grazie anche al testo; tra una strofa e l'altra della canzone originale di Vianello, Brusco recita diverse strofe ironizzando sui difetti delle spiagge e sui fastidi che esse possono procurare. Con questa canzone, il rapper partecipò a diverse manifestazioni canore estive tra cui il Festivalbar. Ha riscosso anche un discreto successo commerciale; il singolo ha raggiunto la settima posizione della classifica settimanale dei singoli più venduti, ed è entrato in classifica anche in Francia.
Vi è anche un video musicale per questa canzone, nel quale Brusco travolge ombrelloni e cabine con un trattore, sottolineando il significato del testo.
Fu inserito nell'album Si fa presto a dire... Brusco.

## Tracce
CD Single
1. Sotto i raggi del sole Radio Edit - 3:08
2. Sotto i raggi del sole Album Version - 3:21
3. Sotto i raggi del sole Instrumental - 3:05
4. Sotto i raggi del sole L9 Remix - 3:42
5. Sotto i raggi del sole Doposole Remix Edit - 2:58

12" Vinile
Lato A
1. Sotto i raggi del sole Radio Edit - 3:05
2. Sotto i raggi del sole Doposole Remix Edit - 3:00

Lato B
1. Sotto i raggi del sole Doposole Remix Extended - 5:49

## Classifiche
| Paese   | Posizione massima |
| ------- | ----------------- |
| Italia  | 7                 |
| Francia | 51                |